# Brill (Familienname)
Brill ist ein deutscher Familienname.

## Namensträger

### A
- Abraham Brill (1874–1948), austroamerikanischer Psychiater und Psychoanalytiker
- Alexander von Brill (1842–1935), deutscher Mathematiker
- Alfred Brill (1885–1949), deutscher Astronom
- Alice Brill (1920–2013), deutschbrasilianische Fotografin, Malerin und Autorin
- Arthur Brill (1883–1956), deutscher Politiker (SPD)
- August Christian Brill (1879–1964), deutscher Maschinenbauer

### C
- Carla Brill (1906–1994), deutsche Bildhauerin, Malerin und Zeichnerin

### D
- Debbie Brill (* 1953), kanadische Hochspringerin
- Dieter Brill, deutscher Physiker
- Dunja Brill, deutsche Medien- und Kulturwissenschaftlerin

### E
- Eduard Brill (1877–1968), deutscher Architekt und Hochschullehrer
- Erich Brill (1895–1942), deutscher Maler
- Ernst Heinrich Brill (1892–1945), deutscher Dermatologe und Hochschullehrer

### F
- Franz Brill (1901–1970), deutscher Wirtschaftshistoriker und Museumsdirektor
- Fritz Brill (1904–1997), deutscher Fotograf

### G
- Gustav Franz Viktor Brill (1853–1926), deutscher Arzt, Mitglied des Kurhessischen Kommunallandtags

### H
- Heinz Brill (* 1940), deutscher Politikwissenschaftler
- Hermann Brill (1895–1959), deutscher Jurist und Politiker, Widerstandskämpfer gegen den Nationalsozialismus
- Horst Brill (1941–2021), deutscher Fußballspieler

### J
- Jakob Brill (1639–1700) (BBKL)
- Jan F. Brill (1991), deutscher Jazzmusiker
- Johann Georg Brill (1817–1888), deutsch-amerikanischer Eisenbahnpionier
- José Alvarez-Brill (1963–2020), deutscher Musiker, Komponist und Produzent
- Jürgen Brill (* 1966), saarländischer Comedian, Sänger, Entertainer und Schauspieler
- Julius Brill (1816–1882), früher Vertreter der deutschen Arbeiterbewegung und Mitglied der preußischen Nationalversammlung
- Justin Brill (1903–nach 1973), deutscher Beamter und Volkswirt

### K
- Karl-Friedrich Brill (1898–1943), deutscher Maschinenbauingenieur und Fregattenkapitän
- Karsten Brill (* 1970), deutscher Sänger
- Klaus Brill (* 1949), deutscher Journalist

### L
- Leonie Brill (* 1997), deutsche Schauspielerin
- Lotte Brill (vor 1920–nach 1936), deutsche Kostüm- und Bühnenbildnerin
- Ludwig Brill (1838–1886), deutscher Lehrer und Dichter

### M
- Marte Brill (1894–1969), deutsche Schriftstellerin und Journalistin
- Martin Brill (* 1956), neuseeländischer Fechter

### O
- Otto Brill (Chemiker) (1881–1954), österreichischer Chemiker, Industrieller und Kunstsammler
- Otto Brill (Politiker) (1884–1934), deutscher Jurist, Mitglied des Kurhessischen Kommunallandtags

### R
- Rudolf Brill (1899–1989), deutscher Physikochemiker

### S
- Shirley Brill (* 1982), israelische Klarinettistin
- Steven Brill (* 1962), US-amerikanischer Filmregisseur, Schauspieler und Drehbuchautor

### T
- Thomas Brill (* 1957), deutscher Musiker

### W
- Will Brill (* 1986), US-amerikanischer Schauspieler
- Willem Gerard Brill (1811–1896), niederländischer Niederlandist, Romanist, Anglist und Historiker

### Y
- Yvonne Brill (1924–2013), US-amerikanische Raketentechnikerin